# Thing (Familjen Addams)

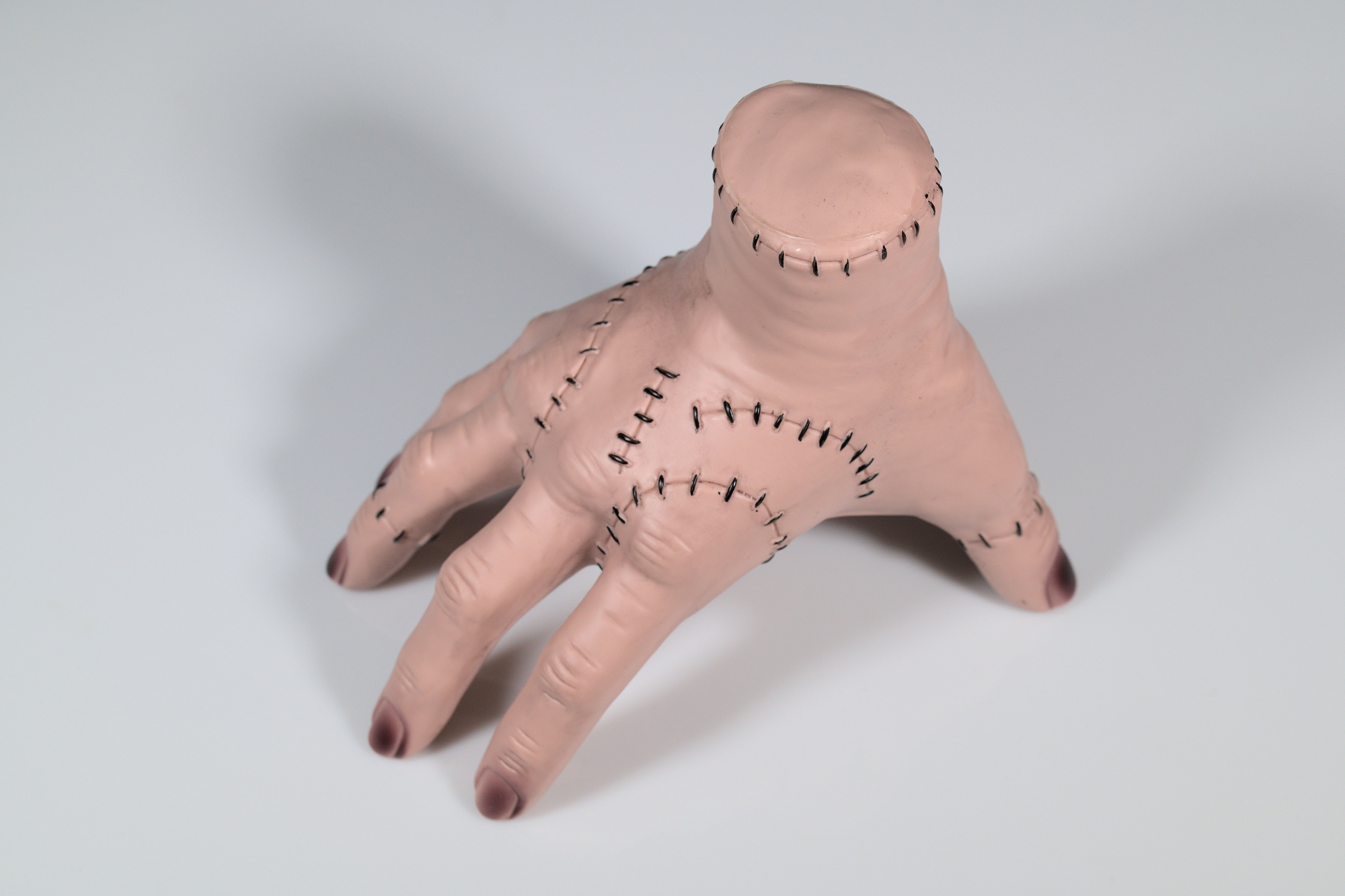
Thing (rekonstruktion).

"Thing", eller på svenska "Saken", är en mänsklig, levande och avkapad (mans)hand som förekommer i den amerikanska TV-serien Familjen Addams på 1960-talet. Saken var behjälplig och praktisk ur olika aspekter för familjen Addams alla medlemmar. Den utgick allt som oftast från en liten svart låda, som var placerad på olika strategiska platser i det stora huset där familjen bodde. Ur denna kunde Saken, helt apropå, till exempel dyka upp med en tändsticka, som sedan antändes, för att hjälpa pappa Gomez Addams att få fyr på sin cigarr. Massage var något Saken också kunde utnyttjas till. Saken kunde ibland även ge sig ut på små utflykter från sin låda och liknade då en spindel i sitt rörelsemönster. Sakens existens och sätt att arbeta och bete sig sågs som fullt naturlig av den annars sällsynt udda och morbida familjen Addams. Saken samarbetade i mångt och mycket även med familjens reslige betjänt "Lurch" och kan väl utan överdrift sägas ha varit dennes förlängda hand. En kvinnohand, kallad "Lady Fingers", Sakens kvinnliga motsvarighet och även föremål för dennes kärlek, förekom även i några avsnitt i originalserien. De två förlovade sig även.